# Reggello
Reggello là một đô thị ở tỉnh Firenze trong vùng Toscana, tọa lạc khoảng 25 km về phía đông nam của Florence.
Reggello giáp các đô thị sau: Castel San Niccolò, Castelfranco di Sopra, Figline Valdarno, Incisa in Val d'Arno, Montemignaio, Pelago, Pian di Scò, Rignano sull'Arno.

## Liên kết ngoài

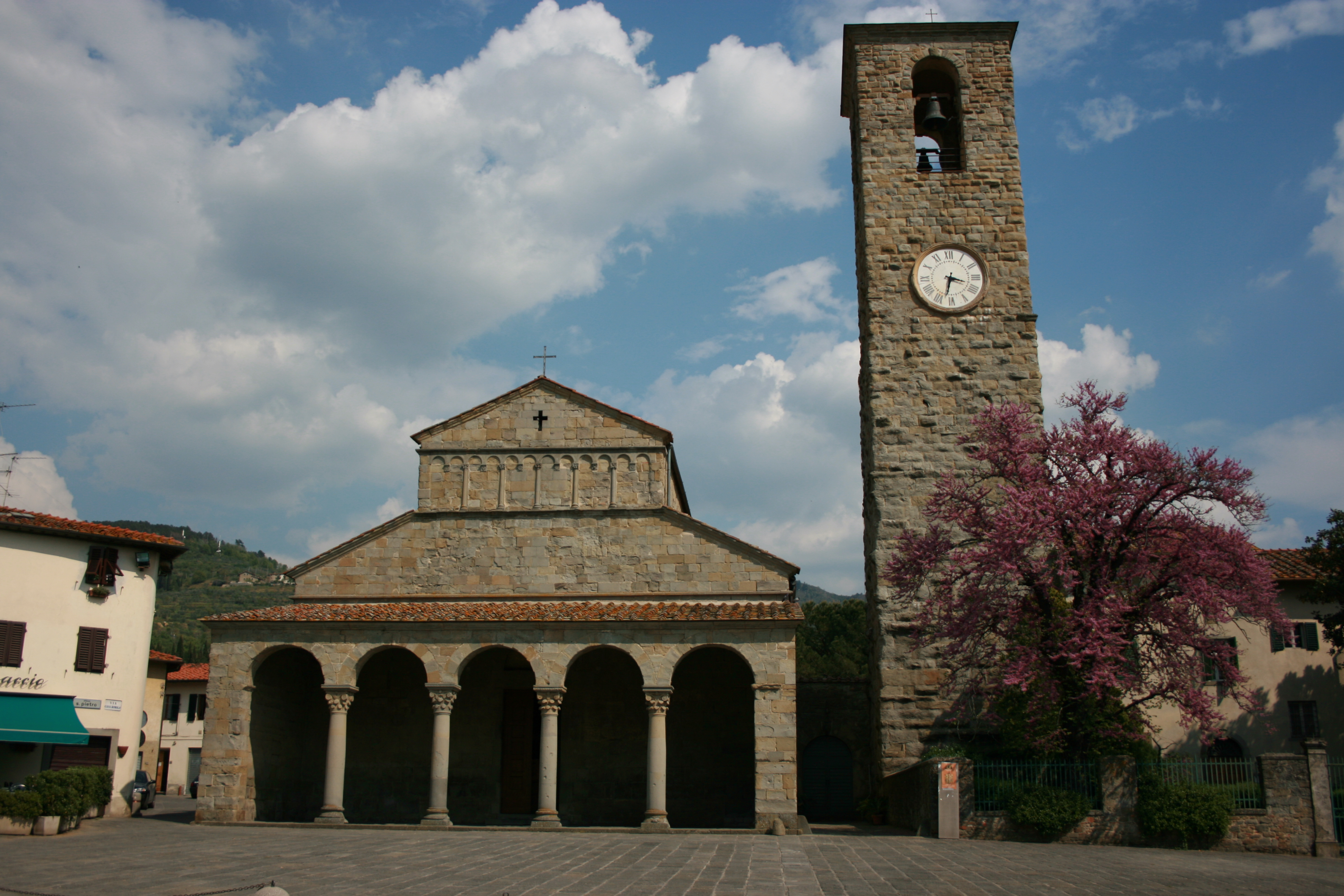
Giáo đường St. Peter tại Cascia

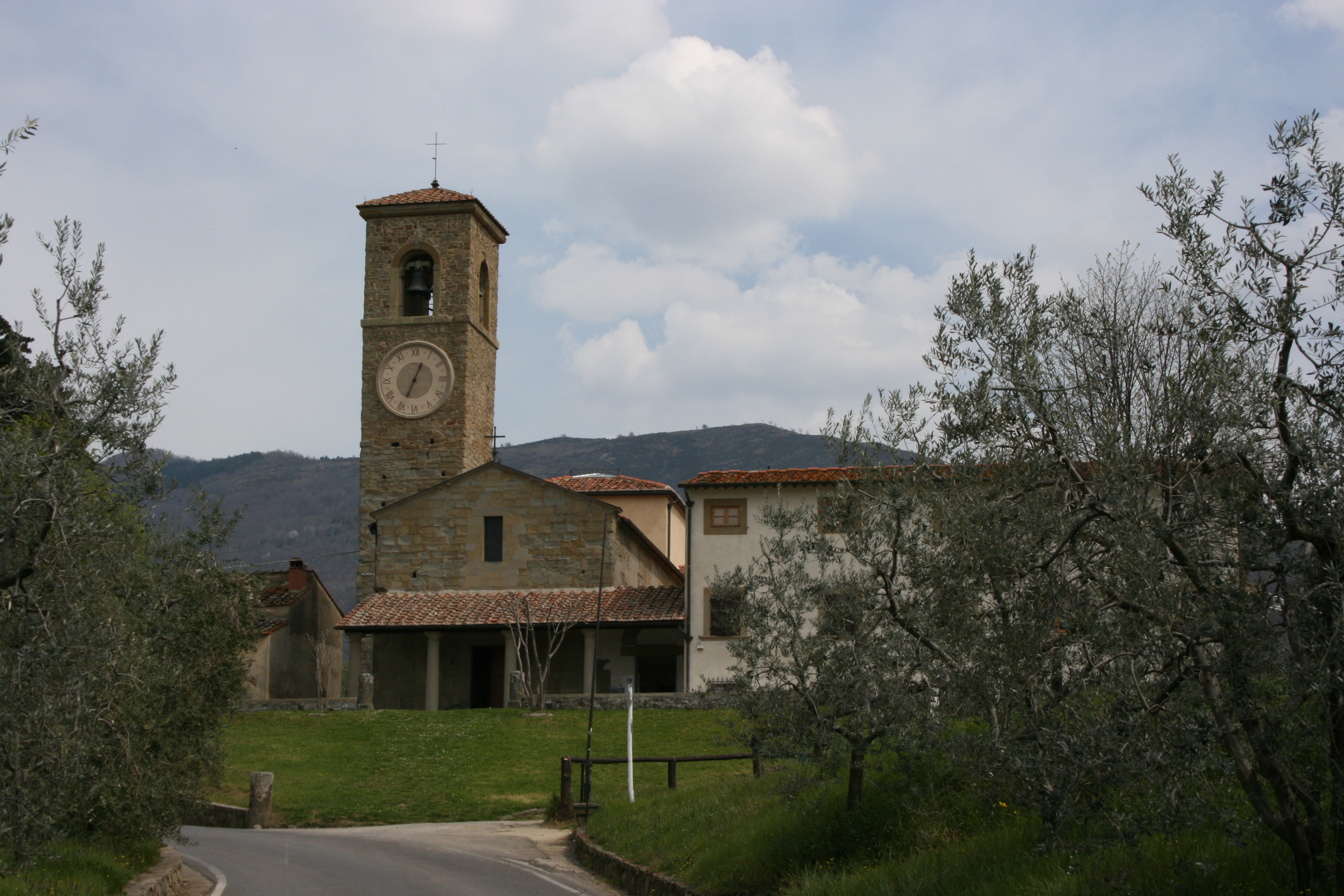
Giáo đường St. Agata ad Arfoli